# المدجار (العدين)

تعديل مصدري - تعديل

المدجار محلة تابعة لقرية شرقي عردن، التابعة لعزلة عردن بمديرية العدين إحدى مديريات محافظة إب في الجمهورية اليمنية، بلغ تعداد سكانها 45 حسب تعداد اليمن لعام 2004.